# Europäische Charta der Regional- oder Minderheitensprachen
Die Europäische Charta der Regional- oder Minderheitensprachen (englisch European Charter for Regional or Minority Languages, ECRML) ist ein vom Europarat verhandelter Vertrag zum Schutz und zur Förderung der geschichtlich gewachsenen Regional- und Minderheitensprachen Europas. Die Charta wurde am 5. November 1992 vom Europarat zur Unterzeichnung durch die Mitgliedstaaten aufgelegt und trat am 1. März 1998 in Kraft. Auch Nichtmitglieder des Europarats können der Charta beitreten.

## Ziel
Ziel der Charta ist es, dass Regional- oder Minderheitensprachen als ein einzigartiger Bestandteil des kulturellen Erbes Europas anerkannt werden. Sie setzt sich dafür ein, dass die Zusammengehörigkeit von regionalen Sprachminderheiten nicht durch politische Grenzen behindert wird. Durch das verbindende Element der Charta soll die grenzübergreifende Zusammenarbeit von Anhängern einer Sprachgruppe gestärkt werden. Die Regional- und Minderheitensprachen sollen vor dem Aussterben geschützt und ihr Gebrauch im Bereich des Rechts, der Schulen, des öffentlichen, kulturellen, wirtschaftlichen und sozialen Lebens sowie der Medien ausgeweitet werden. Dazu gehören der fremdsprachliche Unterricht und das Studium der jeweiligen Sprache, auch und vor allem für ihre dachsprachlichen Mitbürger. Die Charta setzt explizit auf die Verbindung verschiedener Bevölkerungsteile, nicht auf eine Abschottung voneinander.

## Gliederung
Die Sprachencharta (SEV Nr. 148) gliedert sich in fünf Abschnitte.
- Der erste Teil („Allgemeine Bestimmungen“) enthält eine sehr weite Definition des Gegenstandes, die nicht zwischen Regional- und Minderheitensprachen differenziert. Die Charta definiert sie als von einer historisch siedelnden Bevölkerungsminderheit eines Staates gebrauchte Sprache, die sich von der Amtssprache unterscheidet. Sie schützt damit weder Dialekte der Amtssprache noch die Sprachen von Immigranten.
- Der zweite Teil („Ziele und Grundsätze“) formuliert allgemeine Zielsetzungen und es ist den Staaten möglich, eine oder mehrere Sprachen lediglich dem „Schutz“ dieses Abschnittes zu unterstellen (der weniger verbindlich ist als der dritte Abschnitt).
- Dieser dritte Teil („Maßnahmen“) enthält einen Maßnahmenkatalog zur Verbesserung der Stellungen der Regional- oder Minderheitensprachen in den Bereichen
  - „Bildungswesen“,
  - „Justiz“,
  - „Verwaltungsbehörden und öffentliche Dienstleistungsbetriebe“,
  - „Medien“,
  - „Kulturelle Tätigkeiten und Einrichtungen“,
  - „Wirtschaftliches und soziales Leben“ und
  - „Grenzüberschreitender Austausch“.

Jede Vertragspartei verpflichtet sich, mindestens 35 von 98 möglichen Maßnahmen aus diesem Katalog umzusetzen.
- Der vierte Teil („Anwendung der Charta“) regelt die Berichtspflicht der Unterzeichnerstaaten.
- Der fünfte („Schlußbestimmungen“) enthält Regelungen zur Unterzeichnung und zum Inkrafttreten.

## Geltung
Die Charta wurde bisher von 25 Mitgliedstaaten des Europarates ratifiziert (Stand: 23. Februar 2025). Weitere neun Staaten haben die Charta unterzeichnet.
| Staat                     | Unterzeichnung | Ratifikation  | Inkraftsetzung |
| ------------------------- | -------------- | ------------- | -------------- |
| Albanien                  |                |               |                |
| Andorra                   |                |               |                |
| Armenien                  | 11. Mai 2001   | 25. Jan. 2002 | 1. Mai 2002    |
| Aserbaidschan             | 21. Dez. 2001  |               |                |
| Belgien                   |                |               |                |
| Bosnien und Herzegowina   | 7. Sep. 2005   | 21. Sep. 2010 | 1. Jan. 2011   |
| Bulgarien                 |                |               |                |
| Dänemark                  | 5. Nov. 1992   | 8. Sep. 2000  | 1. Jan. 2001   |
| Deutschland               | 5. Nov. 1992   | 16. Sep. 1998 | 1. Jan. 1999   |
| Estland                   |                |               |                |
| Finnland                  | 5. Nov. 1992   | 9. Nov. 1994  | 1. März 1998   |
| Frankreich                | 7. Mai 1999    |               |                |
| Georgien                  |                |               |                |
| Griechenland              |                |               |                |
| Irland                    |                |               |                |
| Island                    | 7. Mai 1999    |               |                |
| Italien                   | 27. Juni 2000  |               |                |
| Kroatien                  | 5. Nov. 1997   | 5. Nov. 1997  | 1. März 1998   |
| Lettland                  |                |               |                |
| Liechtenstein             | 5. Nov. 1992   | 18. Nov. 1997 | 1. März 1998   |
| Litauen                   |                |               |                |
| Luxemburg                 | 5. Nov. 1992   | 22. Juni 2005 | 1. Okt. 2005   |
| Malta                     | 5. Nov. 1992   |               |                |
| Moldau                    | 11. Juli 2002  |               |                |
| Monaco                    |                |               |                |
| Montenegro SCG            | 22. März 2005  | 15. Feb. 2006 | 6. Juni 2006   |
| Niederlande NL            | 5. Nov. 1992   | 2. Mai 1996   | 1. März 1998   |
| Nordmazedonien            | 25. Juli 1996  |               |                |
| Norwegen                  | 5. Nov. 1992   | 10. Nov. 1993 | 1. März 1998   |
| Österreich                | 5. Nov. 1992   | 28. Juni 2001 | 1. Okt. 2001   |
| Polen                     | 12. Mai 2003   | 12. Feb. 2009 | 1. Juni 2009   |
| Portugal                  | 7. Sep. 2021   |               |                |
| Rumänien                  | 17. Juli 1995  | 29. Jan. 2008 | 1. Mai 2008    |
| Russland RU               | 10. Mai 2001   |               |                |
| San Marino                |                |               |                |
| Schweden                  | 9. Feb. 2000   | 9. Feb. 2000  | 1. Juni 2000   |
| Schweiz                   | 8. Okt. 1993   | 23. Dez. 1997 | 1. Apr. 1998   |
| Serbien SCG               | 22. März 2005  | 15. Feb. 2006 | 1. Juni 2006   |
| Slowakei                  | 20. Feb. 2001  | 5. Sep. 2001  | 1. Jan. 2002   |
| Slowenien                 | 3. Juli 1997   | 4. Okt. 2000  | 1. Jan. 2001   |
| Spanien                   | 5. Nov. 1992   | 9. Apr. 2001  | 1. Aug. 2001   |
| Tschechien                | 9. Nov. 2000   | 15. Nov. 2006 | 1. März 2007   |
| Türkei                    |                |               |                |
| Ukraine                   | 2. Mai 1996    | 19. Sep. 2005 | 1. Jan. 2006   |
| Ungarn                    | 5. Nov. 1992   | 26. Apr. 1995 | 1. März 1998   |
| Vereinigtes Königreich UK | 2. März 2000   | 27. März 2001 | 1. Juli 2001   |
| Zypern                    | 12. Nov. 1992  | 26. Aug. 2002 | 1. Dez. 2002   |

## Liste der geschützten Sprachen
| Sprache                                   | Staat                   | Schutzumfang gemäß Charta                                                | Bemerkung |
| ----------------------------------------- | ----------------------- | ------------------------------------------------------------------------ | --- |
| Albanisch                                 | Bosnien und Herzegowina | Teil II (Artikel 7) und Teil III (Artikel 8–14)                          | |
| Albanisch                                 | Montenegro              | Teil II (Artikel 7) und Teil III (Artikel 8–14)                          | |
| Albanisch                                 | Rumänien                | Teil II (Artikel 7)                                                      | |
| Albanisch                                 | Serbien                 | Teil II (Artikel 7) und Teil III (Artikel 8–14)                          | |
| Aragonesisch                              | Spanien                 | Teil II (Artikel 7)                                                      | |
| Aranesisch                                | Spanien                 | Teil II (Artikel 7) und Teil III (Artikel 8–14)                          | |
| Armenisch                                 | Polen                   | Teil II (Artikel 7) und Teil III (Artikel 8–14)                          | |
| Armenisch                                 | Rumänien                | Teil II (Artikel 7)                                                      | |
| Armenisch                                 | Ungarn                  | Teil II (Artikel 7.5)                                                    | |
| Armenisch                                 | Zypern                  | Teil II (Artikel 7.5)                                                    | |
| Assyrisch                                 | Armenien                | Teil II (Artikel 7) und Teil III (Artikel 8–14)                          | |
| Asturisch                                 | Spanien                 | Teil II (Artikel 7)                                                      | |
| Baskisch                                  | Spanien                 | Teil II (Artikel 7) und Teil III (Artikel 8–14)                          | |
| Beasch                                    | Ungarn                  | Teil II (Artikel 7) und Teil III (Artikel 8–14)                          | |
| Berberisch                                | Spanien                 |                                                                          | |
| Bosnisch                                  | Montenegro              | Teil II (Artikel 7)                                                      | |
| Bosnisch                                  | Serbien                 | Teil II (Artikel 7) und Teil III (Artikel 8–14)                          | |
| Bulgarisch                                | Rumänien                | Teil II (Artikel 7) und Teil III (Artikel 8–14)                          | |
| Bulgarisch                                | Serbien                 | Teil II (Artikel 7) und Teil III (Artikel 8–14)                          | |
| Bulgarisch                                | Slowakei                | Teil II (Artikel 7) und Teil III (Artikel 8–14)                          | |
| Bulgarisch                                | Ungarn                  | Teil II (Artikel 7.5)                                                    | |
| Bulgarisch                                | Ukraine                 | Teil II (Artikel 7) und Teil III (Artikel 8–14)                          | |
| Bunjewakisch                              | Serbien                 | Teil II (Artikel 7)                                                      | |
| Dänisch                                   | Deutschland             | Teil II (Artikel 7) und Teil III (Artikel 8–14)                          | Minderheitensprache der dänischen Minderheit in Schleswig-Holstein |
| Deutsch                                   | Armenien                | Teil II (Artikel 7)                                                      | |
| Deutsch                                   | Bosnien und Herzegowina | Teil II (Artikel 7) und Teil III (Artikel 8–14)                          | |
| Deutsch                                   | Dänemark                | Teil II (Artikel 7) und Teil III (Artikel 8–14)                          | |
| Deutsch                                   | Kroatien                | Teil II (Artikel 7)                                                      | |
| Deutsch                                   | Polen                   | Teil II (Artikel 7) und Teil III (Artikel 8–14)                          | |
| Deutsch                                   | Rumänien                | Teil II (Artikel 7) und Teil III (Artikel 8–14)                          | |
| Deutsch                                   | Schweiz                 | Teil II (Artikel 7)                                                      | |
| Deutsch                                   | Serbien                 | Teil II (Artikel 7)                                                      | |
| Deutsch                                   | Slowakei                | Teil II (Artikel 7) und Teil III (Artikel 8–14)                          | |
| Deutsch                                   | Tschechien              | Teil II (Artikel 7) und Teil III (Artikel 8–14)                          | Teil III seit März 2024 in Cheb, im Karlovarský kraj, im Okres Sokolov, im Liberecký kraj, im Ústecký kraj, im Okres Český Krumlov, im Okres Opava und im Okres Svitavy                                                                     |
| Deutsch                                   | Ukraine                 | Teil II (Artikel 7) und Teil III (Artikel 8–14)                          | |
| Deutsch                                   | Ungarn                  | Teil II (Artikel 7) und Teil III (Artikel 8–14)                          | |
| Finnisch                                  | Schweden                | Teil II (Artikel 7) und Teil III (Artikel 8–14)                          | |
| Französisch                               | Schweiz                 | Teil II (Artikel 7)                                                      | |
| Friesisch (Westfriesisch)                 | Niederlande             | Teil II (Artikel 7) und Teil III (Artikel 8–14)                          | |
| Friesisch (Saterfriesisch, Nordfriesisch) | Deutschland             | Teil II (Artikel 7) und Teil III (Artikel 8–14)                          | Minderheitensprache in Niedersachsen bzw. Schleswig-Holstein |
| Gagausisch                                | Ukraine                 | Teil II (Artikel 7) und Teil III (Artikel 8–14)                          | |
| Galicisch                                 | Spanien                 | Teil II (Artikel 7) oder Teil II (Artikel 7) und Teil III (Artikel 8–14) | In einigen Teilen Spaniens wird Galicisch nur von Teil II geschützt, während sie in anderen Teilen auch unter Teil III fällt |
| Griechisch                                | Armenien                | Teil II (Artikel 7) und Teil III (Artikel 8–14)                          | |
| Griechisch                                | Rumänien                | Teil II (Artikel 7)                                                      | |
| Griechisch                                | Ukraine                 | Teil II (Artikel 7) und Teil III (Artikel 8–14)                          | |
| Griechisch                                | Ungarn                  | Teil II (Artikel 7.5)                                                    | |
| Irisch                                    | Vereinigtes Königreich  | Teil II (Artikel 7) und Teil III (Artikel 8–14)                          | |
| Istrorumänisch                            | Kroatien                | Teil II (Artikel 7)                                                      | |
| Italienisch                               | Bosnien und Herzegowina | Teil II (Artikel 7) und Teil III (Artikel 8–14)                          | |
| Italienisch                               | Kroatien                | Teil II (Artikel 7) und Teil III (Artikel 8–14)                          | |
| Italienisch                               | Rumänien                | Teil II (Artikel 7)                                                      | |
| Italienisch                               | Schweiz                 | Teil II (Artikel 7) und Teil III (Artikel 8–14)                          | |
| Italienisch                               | Slowenien               | Teil II (Artikel 7) und Teil III (Artikel 8–14)                          | |
| Jenisch                                   | Schweiz                 | Teil II (Artikel 7)                                                      | |
| Jesidisch                                 | Armenien                | Teil II (Artikel 7) und Teil III (Artikel 8–14)                          | |
| Jiddisch                                  | Bosnien und Herzegowina | Teil II (Artikel 7) und Teil III (Artikel 8–14)                          | |
| Jiddisch                                  | Finnland                | Teil II (Artikel 7.5)                                                    | |
| Jiddisch                                  | Niederlande             | Teil II (Artikel 7.5)                                                    | |
| Jiddisch                                  | Polen                   | Teil II (Artikel 7) und Teil III (Artikel 8–14)                          | |
| Jiddisch                                  | Rumänien                | Teil II (Artikel 7)                                                      | |
| Jiddisch                                  | Slowakei                | Teil II (Artikel 7)                                                      | |
| Jiddisch                                  | Schweden                | Teil II (Artikel 7.5)                                                    | |
| Jiddisch                                  | Ukraine                 | Teil II (Artikel 7) und Teil III (Artikel 8–14)                          | |
| Karaimisch                                | Polen                   | Teil II (Artikel 7) und Teil III (Artikel 8–14)                          | |
| Karaimisch                                | Ukraine                 | Teil II (Artikel 7)                                                      | |
| Karelisch                                 | Finnland                | Teil II (Artikel 7.5)                                                    | |
| Kaschubisch                               | Polen                   | Teil II (Artikel 7) und Teil III (Artikel 8–14)                          | |
| Katalanisch                               | Spanien                 | Teil II (Artikel 7) oder Teil II (Artikel 7) und Teil III (Artikel 8–14) | In einigen Teilen Spaniens wird Katalanisch nur von Teil II geschützt, während sie in anderen Teilen auch unter Teil III fällt |
| Kornisch                                  | Vereinigtes Königreich  | Teil II (Artikel 7)                                                      | |
| Krimtatarisch                             | Ukraine                 | Teil II (Artikel 7) und Teil III (Artikel 8–14)                          | |
| Krimtschakisch                            | Ukraine                 | Teil II (Artikel 7)                                                      | |
| Kroatisch                                 | Montenegro              | Teil II (Artikel 7)                                                      | |
| Kroatisch (Burgenlandkroatisch)           | Österreich              | Teil II (Artikel 7) und Teil III (Artikel 8–14)                          | |
| Kroatisch                                 | Rumänien                | Teil II (Artikel 7) und Teil III (Artikel 8–14)                          | |
| Kroatisch                                 | Serbien                 | Teil II (Artikel 7) und Teil III (Artikel 8–14)                          | |
| Kroatisch                                 | Slowakei                | Teil II (Artikel 7) und Teil III (Artikel 8–14)                          | |
| Kroatisch                                 | Slowenien               | Teil II (Artikel 7)                                                      | |
| Kroatisch (Mährisches Kroatisch)          | Tschechien              | Teil II (Artikel 7)                                                      | |
| Kroatisch                                 | Ungarn                  | Teil II (Artikel 7) und Teil III (Artikel 8–14)                          | |
| Kurdisch                                  | Armenien                | Teil II (Artikel 7) und Teil III (Artikel 8–14)                          | |
| Kvenisch/Finnisch                         | Norwegen                | Teil II (Artikel 7)                                                      | |
| Ladino                                    | Bosnien und Herzegowina | Teil II (Artikel 7) und Teil III (Artikel 8–14)                          | |
| Lemkisch                                  | Polen                   | Teil II (Artikel 7) und Teil III (Artikel 8–14)                          | |
| Leonesisch                                | Spanien                 | Teil II (Artikel 7)                                                      | |
| Limburgisch                               | Niederlande             | Teil II (Artikel 7)                                                      | Regionalsprache |
| Litauisch                                 | Polen                   | Teil II (Artikel 7) und Teil III (Artikel 8–14)                          | |
| Manx-Gälisch                              | Vereinigtes Königreich  | Teil II (Artikel 7)                                                      | |
| Mazedonisch                               | Bosnien und Herzegowina | Teil II (Artikel 7) und Teil III (Artikel 8–14)                          | |
| Mazedonisch                               | Rumänien                | Teil II (Artikel 7)                                                      | |
| Mazedonisch                               | Serbien                 | Teil II (Artikel 7)                                                      | |
| Meänkieli                                 | Schweden                | Teil II (Artikel 7) und Teil III (Artikel 8–14)                          | |
| Moldauisch                                | Ukraine                 | Teil II (Artikel 7) und Teil III (Artikel 8–14)                          | |
| Montenegrinisch                           | Bosnien und Herzegowina | Teil II (Artikel 7) und Teil III (Artikel 8–14)                          | |
| Niederdeutsch                             | Deutschland             | Teil II (Artikel 7) oder Teil III (Artikel 8–14)                         | Regionalsprache; in Nordrhein-Westfalen, Brandenburg und Sachsen-Anhalt wird Niederdeutsch nur von Teil II geschützt, während es in Schleswig-Holstein, Mecklenburg-Vorpommern, Hamburg, Bremen und Niedersachsen auch unter Teil III fällt |
| Niedersächsisch (Nedersaksisch)           | Niederlande             | Teil II (Artikel 7)                                                      | |
| Polnisch                                  | Bosnien und Herzegowina | Teil II (Artikel 7) und Teil III (Artikel 8–14)                          | |
| Polnisch                                  | Rumänien                | Teil II (Artikel 7)                                                      | |
| Polnisch                                  | Slowakei                | Teil II (Artikel 7) und Teil III (Artikel 8–14)                          | |
| Polnisch                                  | Tschechien              | Teil II (Artikel 7) und Teil III (Artikel 8–14)                          | |
| Polnisch                                  | Ukraine                 | Teil II (Artikel 7) und Teil III (Artikel 8–14)                          | |
| Polnisch                                  | Ungarn                  | Teil II (Artikel 7)                                                      | |
| Rätoromanisch                             | Schweiz                 | Teil II (Artikel 7) und Teil III (Artikel 8–14)                          | |
| Romanes                                   | Bosnien und Herzegowina | Teil II (Artikel 7) und Teil III (Artikel 8–14)                          | |
| Romanes                                   | Deutschland             | Teil II (Artikel 7) oder Teil II (Artikel 7) und Teil III (Artikel 8–14) | Minderheitensprache; in einigen Teilen Deutschlands wird Romanes nur von Teil II geschützt, während sie in anderen Teilen auch unter Teil III fällt                                                                                         |
| Romanes                                   | Finnland                | Teil II (Artikel 7.5)                                                    | |
| Romanes                                   | Montenegro              | Teil II (Artikel 7) und Teil III (Artikel 8–14)                          | |
| Romanes                                   | Niederlande             | Teil II (Artikel 7.5)                                                    | |
| Romanes                                   | Norwegen                | Teil II (Artikel 7)                                                      | |
| Romanes                                   | Österreich              | Teil II (Artikel 7)                                                      | |
| Romanes                                   | Polen                   | Teil II (Artikel 7) und Teil III (Artikel 8–14)                          | |
| Romanes                                   | Rumänien                | Teil II (Artikel 7)                                                      | |
| Romanes                                   | Schweden                | Teil II (Artikel 7.5)                                                    | |
| Romanes                                   | Serbien                 | Teil II (Artikel 7) und Teil III (Artikel 8–14)                          | |
| Romanes                                   | Slowakei                | Teil II (Artikel 7) und Teil III (Artikel 8–14)                          | |
| Romanes                                   | Slowenien               | Teil II (Artikel 7.5)                                                    | |
| Romanes                                   | Tschechien              | Teil II (Artikel 7)                                                      | |
| Romanes                                   | Ukraine                 | Teil II (Artikel 7)                                                      | |
| Romanes                                   | Ungarn                  | Teil II (Artikel 7) und Teil III (Artikel 8–14)                          | |
| Rumänisch                                 | Bosnien und Herzegowina | Teil II (Artikel 7) und Teil III (Artikel 8–14)                          | |
| Rumänisch (Bajeschi-Rumänisch)            | Kroatien                | Teil II (Artikel 7)                                                      | |
| Rumänisch                                 | Ukraine                 | Teil II (Artikel 7) und Teil III (Artikel 8–14)                          | |
| Rumänisch                                 | Ungarn                  | Teil II (Artikel 7) und Teil III (Artikel 8–14)                          | |
| Rumänisch                                 | Serbien                 | Teil II (Artikel 7) und Teil III (Artikel 8–14)                          | |
| Russisch                                  | Armenien                | Teil II (Artikel 7) und Teil III (Artikel 8–14)                          | |
| Russisch                                  | Finnland                | Teil II (Artikel 7.5)                                                    | |
| Russisch                                  | Polen                   | Teil II (Artikel 7) und Teil III (Artikel 8–14)                          | |
| Russisch                                  | Rumänien                | Teil II (Artikel 7) und Teil III (Artikel 8–14)                          | |
| Russisch                                  | Ukraine                 | Teil II (Artikel 7) und Teil III (Artikel 8–14)                          | |
| Ruthenisch                                | Bosnien und Herzegowina | Teil II (Artikel 7) und Teil III (Artikel 8–14)                          | |
| Ruthenisch                                | Kroatien                | Teil II (Artikel 7) und Teil III (Artikel 8–14)                          | |
| Ruthenisch                                | Rumänien                | Teil II (Artikel 7)                                                      | |
| Ruthenisch                                | Serbien                 | Teil II (Artikel 7) und Teil III (Artikel 8–14)                          | |
| Ruthenisch                                | Slowakei                | Teil II (Artikel 7) und Teil III (Artikel 8–14)                          | |
| Ruthenisch                                | Ukraine                 | Teil II (Artikel 7)                                                      | |
| Ruthenisch                                | Ungarn                  | Teil II (Artikel 7)                                                      | |
| Samisch (Lulesamisch)                     | Norwegen                | Teil II (Artikel 7) und Teil III (Artikel 8–14)                          | |
| Samisch (Lulesamisch)                     | Schweden                | Teil II (Artikel 7) und Teil III (Artikel 8–14)                          | |
| Samisch (Inarisamisch)                    | Finnland                | Teil II (Artikel 7) und Teil III (Artikel 8–14)                          | |
| Samisch (Nordsamisch)                     | Finnland                | Teil II (Artikel 7) und Teil III (Artikel 8–14)                          | |
| Samisch (Nordsamisch)                     | Norwegen                | Teil II (Artikel 7) und Teil III (Artikel 8–14)                          | |
| Samisch (Nordsamisch)                     | Schweden                | Teil II (Artikel 7) und Teil III (Artikel 8–14)                          | |
| Samisch (Skoltsamisch)                    | Finnland                | Teil II (Artikel 7) und Teil III (Artikel 8–14)                          | |
| Samisch (Skoltsamisch)                    | Norwegen                | Teil II (Artikel 7) und Teil III (Artikel 8–14)                          | |
| Samisch (Südsamisch)                      | Norwegen                | Teil II (Artikel 7) und Teil III (Artikel 8–14)                          | |
| Samisch (Südsamisch)                      | Schweden                | Teil II (Artikel 7)                                                      | |
| Schottisch                                | Vereinigtes Königreich  | Teil II (Artikel 7)                                                      | |
| Schottisch-Gälisch                        | Vereinigtes Königreich  | Teil II (Artikel 7) und Teil III (Artikel 8–14)                          | |
| Schwedisch                                | Finnland                | Teil II (Artikel 7) und Teil III (Artikel 8–14)                          | |
| Serbisch                                  | Kroatien                | Teil II (Artikel 7) und Teil III (Artikel 8–14)                          | |
| Serbisch                                  | Rumänien                | Teil II (Artikel 7) und Teil III (Artikel 8–14)                          | |
| Serbisch                                  | Slowenien               | Teil II (Artikel 7)                                                      | |
| Serbisch                                  | Ungarn                  | Teil II (Artikel 7) und Teil III (Artikel 8–14)                          | |
| Slowakisch                                | Bosnien und Herzegowina | Teil II (Artikel 7) und Teil III (Artikel 8–14)                          | |
| Slowakisch                                | Kroatien                | Teil II (Artikel 7) und Teil III (Artikel 8–14)                          | |
| Slowakisch                                | Österreich              | Teil II (Artikel 7)                                                      | |
| Slowakisch                                | Polen                   | Teil II (Artikel 7) und Teil III (Artikel 8–14)                          | |
| Slowakisch                                | Rumänien                | Teil II (Artikel 7) und Teil III (Artikel 8–14)                          | |
| Slowakisch                                | Serbien                 | Teil II (Artikel 7) und Teil III (Artikel 8–14)                          | |
| Slowakisch                                | Tschechien              | Teil II (Artikel 7) und Teil III (Artikel 8–14)                          | |
| Slowakisch                                | Ukraine                 | Teil II (Artikel 7) und Teil III (Artikel 8–14)                          | |
| Slowakisch                                | Ungarn                  | Teil II (Artikel 7) und Teil III (Artikel 8–14)                          | |
| Slowenisch                                | Bosnien und Herzegowina | Teil II (Artikel 7) und Teil III (Artikel 8–14)                          | |
| Slowenisch                                | Kroatien                | Teil II (Artikel 7)                                                      | |
| Slowenisch                                | Österreich              | Teil II (Artikel 7) oder Teil II (Artikel 7) und Teil III (Artikel 8–14) | In einigen Teilen Österreichs wird Slowenisch nur von Teil II geschützt, während sie in anderen Teilen auch unter Teil III fällt |
| Slowenisch                                | Ungarn                  | Teil II (Artikel 7) und Teil III (Artikel 8–14)                          | |
| Sorbisch (Nieder-, Obersorbisch)          | Deutschland             | Teil II (Artikel 7) und Teil III (Artikel 8–14)                          | Minderheitensprache in Brandenburg bzw. Sachsen |
| Tatarisch                                 | Finnland                | Teil II (Artikel 7.5)                                                    | |
| Tatarisch                                 | Polen                   | Teil II (Artikel 7) und Teil III (Artikel 8–14)                          | |
| Tatarisch                                 | Rumänien                | Teil II (Artikel 7)                                                      | |
| Tschechisch                               | Bosnien und Herzegowina | Teil II (Artikel 7) und Teil III (Artikel 8–14)                          | |
| Tschechisch                               | Kroatien                | Teil II (Artikel 7) und Teil III (Artikel 8–14)                          | |
| Tschechisch                               | Österreich              | Teil II (Artikel 7)                                                      | |
| Tschechisch                               | Polen                   | Teil II (Artikel 7) und Teil III (Artikel 8–14)                          | |
| Tschechisch                               | Rumänien                | Teil II (Artikel 7) und Teil III (Artikel 8–14)                          | |
| Tschechisch                               | Serbien                 | Teil II (Artikel 7)                                                      | |
| Tschechisch                               | Slowakei                | Teil II (Artikel 7) und Teil III (Artikel 8–14)                          | |
| Türkisch                                  | Bosnien und Herzegowina | Teil II (Artikel 7) und Teil III (Artikel 8–14)                          | |
| Türkisch                                  | Rumänien                | Teil II (Artikel 7) und Teil III (Artikel 8–14)                          | |
| Ukrainisch                                | Armenien                | Teil II (Artikel 7)                                                      | |
| Ukrainisch                                | Bosnien und Herzegowina | Teil II (Artikel 7) und Teil III (Artikel 8–14)                          | |
| Ukrainisch                                | Kroatien                | Teil II (Artikel 7) und Teil III (Artikel 8–14)                          | |
| Ukrainisch                                | Polen                   | Teil II (Artikel 7) und Teil III (Artikel 8–14)                          | |
| Ukrainisch                                | Rumänien                | Teil II (Artikel 7) und Teil III (Artikel 8–14)                          | |
| Ukrainisch                                | Serbien                 | Teil II (Artikel 7) und Teil III (Artikel 8–14)                          | |
| Ukrainisch                                | Slowakei                | Teil II (Artikel 7) und Teil III (Artikel 8–14)                          | |
| Ukrainisch                                | Ungarn                  | Teil II (Artikel 7.5)                                                    | |
| Ulster-Schottisch                         | Vereinigtes Königreich  | Teil II (Artikel 7)                                                      | |
| Ungarisch                                 | Bosnien und Herzegowina | Teil II (Artikel 7) und Teil III (Artikel 8–14)                          | |
| Ungarisch                                 | Kroatien                | Teil II (Artikel 7) und Teil III (Artikel 8–14)                          | |
| Ungarisch                                 | Österreich              | Teil II (Artikel 7) oder Teil II (Artikel 7) und Teil III (Artikel 8–14) | In einigen Teilen Österreichs wird Ungarisch nur von Teil II geschützt, während sie in anderen Teilen auch unter Teil III fällt |
| Ungarisch                                 | Rumänien                | Teil II (Artikel 7) und Teil III (Artikel 8–14)                          | |
| Ungarisch                                 | Serbien                 | Teil II (Artikel 7) und Teil III (Artikel 8–14)                          | |
| Ungarisch                                 | Slowakei                | Teil II (Artikel 7) und Teil III (Artikel 8–14)                          | |
| Ungarisch                                 | Slowenien               | Teil II (Artikel 7) und Teil III (Artikel 8–14)                          | |
| Ungarisch                                 | Ukraine                 | Teil II (Artikel 7) und Teil III (Artikel 8–14)                          | |
| Valencianisch                             | Spanien                 | Teil II (Artikel 7) oder Teil II (Artikel 7) und Teil III (Artikel 8–14) | In einigen Teilen Spaniens wird Valencianisch nur von Teil II geschützt, während sie in anderen Teilen auch unter Teil III fällt |
| Walachisch                                | Serbien                 | Teil II (Artikel 7)                                                      | |
| Walisisch                                 | Vereinigtes Königreich  | Teil II (Artikel 7) und Teil III (Artikel 8–14)                          | |
| Belarussisch                              | Polen                   | Teil II (Artikel 7) und Teil III (Artikel 8–14)                          | |
| Belarussisch                              | Ukraine                 | Teil II (Artikel 7) und Teil III (Artikel 8–14)                          | |
| Zyprisches Arabisch                       | Zypern                  | Teil II (Artikel 7)                                                      | |

## Anwendung der Charta

### In Deutschland
Die Charta wurde durch die Bundesregierung 1998 ratifiziert und trat am 1. Januar 1999 in Kraft. Durch Hinterlegung beim Europarat verpflichtet sich Deutschland, fünf Minderheitensprachen und eine Regionalsprache zu schützen, wobei sich die Maßnahmen auf die Bundesländer beschränken, in denen die Sprache verbreitet ist:

Die Minderheitensprachen
- Dänisch in den drei Varianten Reichsdänisch, Sydslesvigdansk und Sønderjysk in Schleswig-Holstein,
- Obersorbisch in Sachsen,
- Niedersorbisch in Brandenburg,
- Nordfriesisch in Schleswig-Holstein,
- Saterfriesisch in Niedersachsen und
- Romanes (geschützt nach Teil 2 seit 1998, erst später Hinzufügung nach Teil 3 in Hessen).

Die Regionalsprache Niederdeutsch in Bremen, Hamburg, Mecklenburg-Vorpommern, Niedersachsen und Schleswig-Holstein nach Teil 3, in Brandenburg, Nordrhein-Westfalen und Sachsen-Anhalt nach Teil 2.
Für jede Sprache wurden getrennt und unterschiedlich weitreichende Maßnahmen benannt, über deren Umsetzung die Bundesregierung in Berichten an den Europarat informiert. In den Berichten können auch Vertreter der Sprachgemeinschaften Stellungnahmen anfügen.

### In Liechtenstein
Liechtenstein hat die Charta zwar ratifiziert, wendet sie jedoch nicht an, da keine entsprechenden Minderheitensprachen im Land existieren.

### In Luxemburg
Luxemburg hat die Charta zwar ratifiziert, wendet sie jedoch nicht an, da keine entsprechenden Minderheitensprachen im Land vorhanden sind.

### In Österreich
Österreich hat die Charta 2001 ratifiziert. Minderheitensprachen im Sinne der Charta sind
- Burgenlandkroatisch im Burgenland,
- Slowenisch in Kärnten und der Steiermark,
- Ungarisch im Burgenland und Wien,
- Tschechisch in Wien,
- Slowakisch in Wien und
- Romani im Burgenland.

### In der Schweiz
Die Schweiz ist der einzige Staat Europas, in dem Jenisch als „territorial nicht gebundene“ Sprache anerkannt wurde. In den bei der Ratifizierung geltend gemachten Vorbehalten präzisiert die Schweiz, inwiefern sie die Charta auf das Rätoromanisch und die italienische Sprache als «weniger verbreitete Amtssprachen» anwenden will. Durch das herrschende Territorialitätsprinzip haben die einzelnen Kantone im Bereich der Sprachen jedoch besondere Kompetenzen und so ist es möglich, dass die Charta im Kanton Graubünden auf Bündnerromanisch und Italienisch angewendet werden kann, da sie als kantonale Minderheitensprachen anerkannt sind. Dasselbe gilt für das Italienische im Kanton Tessin.

## Würdigung und Kritik
Die Charta stellt das erste völkerrechtliche Abkommen dieses Ausmaßes zum Schutz von Minderheiten- und Regionalsprachen dar. Sie kann damit auch über Europa hinaus Referenzcharakter haben. Insbesondere auch, weil auch nichteuropäischen Staaten der Beitritt zur Charta möglich ist. Mit ihr wurde „erstmals in der europäischen Nachkriegsgeschichte ein völkerrechtliches Instrument geschaffen …, das kollektivrechtlich, essentialistisch und positiv diskriminierend ausgerichtet ist.“
Der Maßnahmenkatalog der Charta ist gestaffelt gehalten, so dass Staaten unter Berücksichtigung sowohl ihrer Möglichkeiten als auch der Bedürfnisse zum Schutz der Einzelsprachen Verpflichtungen eingehen können. Damit liegt die Auswahl der Stärke der Maßnahmen jedoch bei den Regierungen der Staaten und wird von finanziellen und politischen Ansprüchen eingeengt.
Die Charta enthält keine Möglichkeit des Einklagens von Sprachrechten auf europäischer Ebene, sondern ist auch hier von der Übernahme in das Gesetzeswerk der Staaten abhängig.
Die Beschränkung auf autochthone Sprachminderheiten und der damit verbundene Ausschluss der Sprachen von Migranten folge „einem eigentümlichen Pragmatismus“. Auch finden Sprachen keine Beachtung, die mehrheitlich nicht als Einzel- bzw. Ausbausprachen, sondern als Dialekte kategorisiert werden. „Bei der Charta wird das Prinzip der Territorialiät angewendet, um zu bestimmen, was als Minderheiten- oder Regionalsprache anzusehen ist, auch wenn es problematisch ist, dieses Prinzip auf sprachliche Realitäten anzuwenden“. In seiner Untersuchung zum Territorialprinzip der Sprachencharta bezweifelt Felix Tacke die sprachwissenschaftliche Substanz des Begriffs Regionalsprache.
Andererseits ignorieren einige Länder, dass in der Charta eindeutig festgelegt ist, dass sich das zur Minderheitensprache zu erklärende Idiom erheblich von der Mehrheits- oder Amtssprache unterscheiden muss und kein Dialekt der Amtssprache sein darf. So erfolgt in Kroatien und Serbien die Segregation von Schülern in einigen Schulen nach ethnischer Zugehörigkeit unter Berufung auf die Charta, obwohl die Standardsprache der Bosniaken, Kroaten, Montenegriner und Serben auf demselben Štokavischen Dialekt basiert. Die gegenseitige Verständlichkeit zwischen der kroatischen, serbischen, bosnischen und montenegrinischen Standardvarietät ist höher als zwischen den Standardvarietäten des Englischen, Französischen, Deutschen oder Spanischen.
Ebenfalls problematisch ist der Ausschluss von offiziellen Sprachen, was z. B. das Luxemburgische oder das in Portugal ansässige Mirandesisch. Die „Allgemeine Erklärung der Sprachenrechte“ von 1996 betont dagegen stärker das persönliche Recht auf den Gebrauch einer eigenen Sprache und ist damit in ihrem Anspruch weitgehender als die Charta, wird jedoch so nicht umgesetzt.
Durch die Verpflichtung der Unterzeichnerstaaten, in regelmäßigen Abständen über ihre Fortschritte in der Förderung ihrer jeweiligen Minderheitensprachen zu berichten, wird auf die Staaten ein gewisser Druck ausgeübt, die Forderungen auch wirklich zu erfüllen. Es drohen jedoch keine Sanktionen, wenn diese nicht eingehalten werden.